# Hugh Hudson
Hugh Hudson (n. 25 august 1936, West End⁠(d), Anglia, Regatul Unit – d. 10 februarie 2023, Greater London, Anglia, Regatul Unit) a fost un regizor englez. Este cel mai cunoscut pentru regizarea filmului Carele de foc care a câștigat mai multe Premii Oscar.

## Filmografie ca regizor
- Rupture - A Matter of Life OR Death (2011, documentar) - de asemenea și scenarist și producător
- Revolution Revisited (2008)
- I Dreamed of Africa (2000)
- My Life So Far (1999) - de asemenea și producător (nemenționat)
- Lumière and Company (1995) (unul din cei 41 de regizori) celebrare a centenarului cinematografiei
- Lost Angels (1989) sau The Road Home – nominalizare la Festivalul de Film de la Cannes.
- Revolution (1985)
- Greystoke: The Legend of Tarzan, Lord of the Apes (1984) – de asemenea și producător
- Chariots of Fire (1981) - 4 premii Oscar - film, costume, scenariu și muzica
- Fangio (1975) – de asemenea și scenarist
- The Tortoise and the Hare (film scurt) (1967) – de asemenea și scenarist

## Legături externe
- Official website Arhivat în 15 aprilie 2013, la Wayback Machine.
- Hugh Hudson la Internet Movie Database
- Hugh Hudson Arhivat în 17 octombrie 2012, la Wayback Machine. at BFI
- Hugh Hudson at TCM UK
- Hugh Hudson at ScreenOnline
- Hugh Hudson at AllMovie